# フレーロ
フレーロ（伊: Flero）は、イタリア共和国ロンバルディア州ブレシア県にある、人口約8,800人の基礎自治体（コムーネ）。
ACミランなどのクラブで活躍した元プロサッカー選手のアンドレア・ピルロが生まれた町である。

## 地理

### 位置・広がり

#### 隣接コムーネ
隣接するコムーネは以下の通り。
- ブレシア
- カプリアーノ・デル・コッレ
- カステル・メッラ
- ポンカラーレ
- サン・ゼーノ・ナヴィーリオ

### 地震分類
イタリアの地震リスク階級 (it) では、3 に分類される
。

## 行政

### 分離集落
フレーロには、以下の分離集落（フラツィオーネ）がある。
- Coler, Fornaci, Onzato di Flero